# WTA Fès
Das WTA Fès (offiziell: Grand Prix SAR La Princesse Lalla Meryem) war ein Damen-Tennisturnier der WTA Tour, das in der marokkanischen Stadt Fès ausgetragen wurde.
Vorgänger des Turniers war das WTA-Turnier in Rabat. 2013 wurde das Turnier nach Marrakesch verlegt.

## Siegerliste

### Einzel
| Jahr                         | Siegerin                | Finalgegnerin           | Ergebnis   |
| ---------------------------- | ----------------------- | ----------------------- | ---------- |
| ↓ Kategorie: Tier IV ↓       |                         |                         |            |
| 2007                         | Milagros Sequera        | Aleksandra Wozniak      | 6:1, 6:3   |
| 2008                         | Gisela Dulko            | Anabel Medina Garrigues | 7:62, 7:65 |
| ↓ Kategorie: International ↓ |                         |                         |            |
| 2009                         | Anabel Medina Garrigues | Jekaterina Makarowa     | 6:0, 6:1   |
| 2010                         | Iveta Benešová          | Simona Halep            | 6:4, 6:2   |
| 2011                         | Alberta Brianti         | Simona Halep            | 6:4, 6:3   |
| 2012                         | Kiki Bertens            | Laura Pous Tió          | 7:5, 6:0   |

### Doppel
| Jahr                         | Siegerinnen                                 | Finalgegnerinnen                          | Ergebnis          |
| ---------------------------- | ------------------------------------------- | ----------------------------------------- | ----------------- |
| ↓ Kategorie: Tier IV ↓       |                                             |                                           |                   |
| 2007                         | Vania King Sania Mirza                      | Andreea Ehritt-Vanc Anastassija Rodionowa | 6:1, 6:2          |
| 2008                         | Sorana Cîrstea Anastassija Pawljutschenkowa | Alissa Kleibanowa Jekaterina Makarowa     | 6:2, 6:2          |
| ↓ Kategorie: International ↓ |                                             |                                           |                   |
| 2009                         | Alissa Kleibanowa Jekaterina Makarowa       | Sorana Cîrstea Marija Kirilenko           | 6:3, 2.6, [10:8]  |
| 2010                         | Iveta Benešová Anabel Medina Garrigues      | Lucie Hradecká Renata Voráčová            | 6:3, 6:1          |
| 2011                         | Andrea Hlaváčková Renata Voráčová           | Nina Brattschikowa Sandra Klemenschits    | 6:3, 6:4          |
| 2012                         | Petra Cetkovská Alexandra Panowa            | Irina-Camelia Begu Alexandra Cadanțu      | 3:6, 7:65, [11:9] |